# Ligue suisse romande de baseball
Pour les articles homonymes, voir FRB.
La Ligue suisse romande de baseball ou LSRB (anciennement, Fédération romande de baseball ou FRB) est une association de baseball à but non lucratif et fédératif dans la partie francophone de la Suisse. La Ligue suisse romande de baseball est proche sœur de la Fédération suisse de baseball et softball (FSBS).

## Les équipes membres de la Ligue
La Ligue est composée de six clubs de Suisse romande (partie francophone de la Suisse) pour une participation au championnat de 7 équipes :
- Les Beavers de Sierre
- Les Indians de Lausanne avec 2 équipes
- Les Minotaures de Martigny
- Les Red Sox de Bulle
- Les Tigers de Genève
- Les Dragons de Genève

## Histoire
Depuis près de 30 ans, le baseball ne cesse de faire des adeptes en Suisse[réf. nécessaire]. En 1996, la Fédération romande de baseball (FRB) voit le jour. Las des règlements trop contraignants et des taxes trop onéreuses, Jef Eperon et Patrick Rudaz créent une nouvelle ligue qui vise à sauver certains clubs romands en voie de disparition. (Extrait du Baseball suisse romand, son histoire de Patrick Rudaz.). 
À ce jour, les Beavers de Sierre, par le passé Chermignon, est le club le plus ancien en Suisse Romande, suivi par les Indians de Lausanne et les Red Sox de Bulle (Dozers de Bulle - B'52 de Marly-Fribourg, Falcons de Bulle-La Tour, fusion des clubs fribourgeois en un seul).
17 ans plus tard, la FRB renommée en 2009 "Ligue suisse romande de baseball" se porte toujours aussi bien, et compte 6 clubs romands (Bulle, Lausanne, Martigny, Sierre et Genève (2 clubs))

## Comité de la LSRB 2013
- Président : Jérémie Lugari
- Trésorier : Jérémie Lugari
- Responsable arbitrage : Jean-Claude Ochs
- Responsable technique : Arno Lambert
- Membre du Comité : Médéric Landois
- Responsable licence : Martin Savard

## Les ALPINS, sélection LSRB
Les Alpins, sélection des meilleurs joueurs de la LSRB, est principalement composée par les deux meilleurs joueurs de chaque équipe de la Ligue suisse romande de baseball. L'entraîneur-sélectionneur est Médéric Landois.